# Diego Mestre
Diego Matías Mestre (Córdoba, 16 de marzo de 1978) es un abogado y político argentino, perteneciente a la Unión Cívica Radical (UCR). Dos veces Diputado Nacional por la Provincia de Córdoba, habiendo sido elegido en las elecciones de 2013, por el período 2013-2017 y reelecto en las elecciones nacionales legislativas del 23 de octubre de 2017, para ocupar la banca por el período 2017-2021.
Es hijo del exgobernador de la Provincia de Córdoba (1995 -1999) y dos veces Intendente de la ciudad de Córdoba Ramón Bautista Mestre (1983 - 1991) y hermano del dos veces Intendente de Ciudad de Córdoba, Ramón Javier Mestre, Preside la UCR del departamento Capital. Padre de tres hijos, una niña y dos niños.

## Cargos que ocupó

### Director General de Área Central de la Ciudad de Córdoba 2011-2013
En el año 2011 cuando  Ramón Javier Mestre fue electo Intendente de la ciudad de Córdoba, Diego Mestre pasó a ser parte de su gabinete en el cargo de Director General de Área Central, hasta el 19 de diciembre de 2013  cuando asume como Diputado Nacional tras ser electo junto a Oscar Aguad y Soledad Carrizo conformando la lista de la UCR con el 22,64% de los votos. En dicha elección dirigentes del Frente de Izquierda y los Trabajadores (FIT) de Córdoba presentaron ante la Justicia Electoral  un escrito donde denunciaron un presunto fraude que sufrieron que le dio la tercera banca, donde accedió Diego Mestre, a la Unión Cívica Radical (UCR) en desmedro de la que había conseguido la izquierda. Pero con avales judiciales en dos instancias, confirmaron la banca a Diego M Mestre, por una diferencia de 1.800 votos.

## Actividad partidaria

### Presidente de la UCR Córdoba Capital 2016-2018
En lo que respecta a la actividad partidaria en el partido de la Unión Cívica Radical, el 2 de julio de 2016 fue elegido Presidente de la UCR departamento Córdoba Capital, cargo que asumió el 30 de agosto de 2016 junto a Eduardo Conrad como Vicepresidente Primero. En su asunción como presidente dio fuertes críticas a Schiaretti el resultado sería judicializado tras denuncias de fraude a favor de Mestre que causaron marchas y protestas en Córdoba en esta oportunidad también manifestó ante los medios de comunicación: "Tenemos que fortalecer al radicalismo, profundizar la coalición Cambiemos y movilizar el partido preservando nuestra identidad”. Este mandato dura dos años y se renueva mediante elecciones internas cerradas para afiliados.
En el mes de agosto del 2018, fue elegido Pablo Romero para suceder a Diego Mestre en la presidencia del Comité Córdoba Capital a pesar de que se mencionaba de que Mestre continuaría por otro mandato más.
En dicha elección dirigentes del Frente de Izquierda y los Trabajadores (FIT) de Córdoba presentaron ante la Justicia Electoral  un escrito donde denunciaron un presunto fraude que sufrieron que le dio la tercer banca, donde accedió Diego Mestre, a la Unión Cívica Radical (UCR) en desmedro de la que había conseguido la izquierda.
Al frente de la Comisión de Justicia, pudo consensuar el tratamiento de Juicio por Jurados pero finalmente la iniciativa también quedó relegada y no pudo tratarse

### Presidente de la UCR Córdoba Capital 2021-2024
En elecciones internas de la Unión Cívica Radical realizadas el 14 de marzo de 2021, en competencia con diversas líneas internas, Diego es elegido Presidente del Comité Capital
En 2017 junto a Ramón Mestre se encuentra investigado en una causa por coimas. El intendente de Córdoba, Ramón Mestre, es investigado por el pago de sobornos y los pesquisas habrían obtenido datos certeros tras un entrecruzamiento de llamadas y correos electrónicos en el marco de otra causa, el Operación Autolavado. De la pesquisa surgió que  Diego Mestre, actual diputado de Cambiemos también
habría estado implicado en las coimas.

## Legislador Nacional

### Reelecto Diputado Nacional por el período 2017-2021
En la cámara de Diputados de la Nación preside la comisión de Justicia. Conforma las comisiones de transporte, obra pública, juicio político, legislación penal, y es vocal en la Bicameral de seguimiento y control del Ministerio Público Fiscal.